# 4817 Гліба
(4817) 1984 DC1 (1984 DC1, 1957 TO, 1968 UQ1, 1979 YH8, 1982 PG1) — астероїд головного поясу, відкритий 27 лютого 1984 року.
Тіссеранів параметр щодо Юпітера — 3,530.